# Yoav Gallant
Pour les articles homonymes, voir Gallant.
Yoav Gallant (יואב גלנט), né le 8 novembre 1958 à Jaffa (Israël), est un officier général des forces de défense israéliennes et un homme politique israélien. Membre de Koulanou puis du Likoud, il est député de 2015 à 2025 et plusieurs fois ministre, notamment ministre de la Défense du gouvernement Netanyahou VI et du Cabinet de guerre, du 29 décembre 2022 au 5 novembre 2024.
Il est visé par un mandat d'arrêt international pour crimes de guerre et crimes contre l'humanité durant la guerre à Gaza, émis par la Cour pénale internationale le 21 novembre 2024.

## Biographie

### Famille et jeunesse
Yoav Gallant est né dans une famille d'immigrants juifs polonais. Sa mère, Fruma née Segal, est une survivante de la Shoah qui a embarqué sur le SS Exodus lorsqu'elle était enfant. Avec d'autres réfugiés de ce navire, elle est déportée en 1947 par les Britanniques à Hambourg en Allemagne puis arrive en Palestine en 1948. Elle est infirmière de profession. Son père, Michael, né en URSS, a combattu les nazis en Ukraine et en Biélorussie, puis a immigré en Palestine en 1948, a servi dans la brigade Guivati pendant la guerre israélo-arabe de 1948 puis dans l'unité des Renards de Samson. Il est considéré comme l’un des meilleurs tireurs d’élite de Tsahal. Il participe à l'opération Yoav de 1948-49, au cours de laquelle il est le premier soldat à pénétrer dans le fort d'Iraq Suwaydan. Il prénomme son fils Yoav en souvenir de cette opération.
La famille Gallant quitte le quartier Givat Aliya de Jaffa et s'installe d'abord à Ramat Gan puis à Givatayim où le jeune Yoav étudie au lycée David Kalai. Gallant obtient un B.A. en économie et en gestion financière à l'université de Haïfa.

### Début de carrière militaire
Yoav Gallant commence sa carrière militaire en 1977 comme commando de marine, dans l'unité appelée « Flottille 13 ».
En 1982, il quitte Tsahal et se rend en Alaska aux États-Unis où il travaille comme bûcheron
À la fin des années 1990, Gallant s'engage dans les forces terrestres, finalement pour obtenir le grade de major général tout en devenant le secrétaire militaire du Premier ministre et, plus tard, le commandant du commandement régional du Sud.
En 2005, il supervise le retrait israélien de la bande de Gaza décidé par Ariel Sharon.
Il dirige l’offensive israélienne contre la Bande de Gaza entre décembre 2008 et janvier 2009, qui coute la vie à plus de 1 400 Palestiniens et à 13 Israéliens. Un rapport de l’ONU critiqué, le rapport Goldstone, estime l'armée israélienne coupable de crimes de guerre au cours de cette offensive qui, selon les enquêteurs de l'ONU, avait adopté une stratégie « conçue pour punir, humilier et terroriser la population civile ».
Le 22 août 2010, le ministre de la Défense Ehud Barak annonce que Gallant va succéder à Gabi Ashkenazi à la tête de l'état-major de l'armée israélienne, cela sans attendre les conclusions d'une enquête concernant des documents attribués à Gallant, dans lesquels celui-ci aurait dénigré ses concurrents à ce poste.
Le 1er février 2011, le Premier ministre Benyamin Netanyahou et le ministre de la Défense Ehud Barak annulent sa nomination à la tête de l'état-major. L'annonce vient après des mois de scandale entourant sa nomination en raison d’allégations par la presse d’appropriation illégale de terrains près de sa maison dans le moshav Amikam. Après avoir mené une enquête sur ces allégations, le procureur général Yehouda Weinstein informe le Premier ministre Netanyahou qu'il ne pourra pas défendre juridiquement la nomination de Gallant.

### Débuts en politique
Après sa retraite de l'armée israélienne en 2012, Yoav Gallant est nommé PDG de Nammax Oil and Gas, une société d'exploration pétrolière et gazière contrôlée par Benny Steinmetz, puis Gallant quitte son poste en juin 2014.
En novembre 2013, il est nommé président de l'Association des amis de l'organisation des handicapés de Tsahal.
Gallant rejoint le parti Koulanou en février 2015 et devient député à la Knesset.
Il est cité dans l'affaire des Panama Papers en avril 2016.
Le 2 janvier 2019, il démissionne de la Knesset et quelques jours plus tard, il annonce son adhésion au Likoud et devient ministre de l'Immigration et de l'Intégration. Entre cette date et fin 2022, il occupe divers postes ministériels dans le gouvernement.
Il est un fervent partisan des colonies israéliennes en Cisjordanie, considérées comme illégales au regard du droit international.

### Ministre de la Défense
Ministre de la Défense dans le gouvernement Netanyahou VI à partir du 29 décembre 2022, Netanyahou annonce vouloir le limoger le 26 mars 2023 pour avoir critiqué la réforme judiciaire israélienne de 2023 (en) proposée par le Premier ministre, mais face aux manifestations, la réforme tout comme son renvoi sont gelés, puis Netanyahou annonce revenir sur son limogeage le 10 avril.
À la suite de l'attaque du Hamas du 7 octobre 2023 contre des localités israéliennes, ayant causé la mort de 1 140 personnes, des viols et actes de tortures, suivie de l'enlèvement de 240 otages de tous âges, Yoav Gallant annonce un « siège complet » de la bande de Gaza où vivent 2,3 millions de Palestiniens : « Pas d'électricité, pas de nourriture, pas d'eau, pas de gaz, tout est fermé (…) Nous combattons des animaux et nous agissons en conséquence »,. Il annonce également la mobilisation de 300 000 réservistes de l'armée pour préparer la guerre et éradiquer le Hamas.
En mai 2024, près de 57 % des Israéliens se déclarent favorables à son remplacement par Ofer Winter (he), le responsable du massacre du vendredi noir (en) pendant la guerre de 2014 à Gaza, qu'il venait de refuser de promouvoir au grade de major général (alouf),. En septembre 2024, après un an d'échanges de tirs entre le Hezbollah et Israël, l'armée commence à bombarder massivement le Liban les positions du Hezbollah dont les chefs Hassan Nasrallah puis Hachem Safieddine sont tués, puis entreprend en octobre une opération terrestre pour affaiblir le Hezbollah. Yoav Gallant est considéré comme l'un des artisans de la poursuite de la guerre.
En désaccord avec le Premier ministre sur la conduite de la guerre en soutenant qu'un accord de libération d'otages avec le Hamas devrait être prioritaire par rapport à la poursuite de la guerre, il est finalement limogé par celui-ci en novembre 2024, et remplacé par Israël Katz. Le 1er janvier 2025, il démissionne de son mandat à la Knesset en accusant le gouvernement de mettre en danger la sécurité du pays en soutenant une loi qui exempterait d'obligations militaires une grande partie de la communauté ultra-orthodoxe – ou haredi.
En février 2025, l'ancien Ministre de la Défense Gallant admis que la directive Hannibal a été appliquée par l’armée israélienne - un protocole controversé qui implique de tuer les civils ou soldats israéliens kidnappés ainsi que leurs ravisseurs - pendant la guerre de Gaza. Gallant également critiqué l'ancien ministre de la Police Itamar Ben-Gvir pour son assaut provocateur contre la Mosquée al-Aqsa, déclarant qu'il avait « enflammé la situation »,.

### Famille et vie privée
Yoav Gallant est marié à Claudine, née Alanqua, une lieutenant-colonelle à la retraite de Tsahal, et vit au moshav Amikam. Ils ont un fils et deux filles,.
Sa sœur cadette est l'écrivaine et éditrice Yael Ichilov (he).

## Accusations de crimes de guerre et de crimes contre l'humanité
Le 20 mai 2024, Karim Khan, procureur de la Cour pénale internationale, demande le lancement d'un mandat d'arrêt international contre lui, mais aussi Benyamin Netanyahou et plusieurs hauts responsables du Hamas. Lui et le Premier ministre israélien sont accusés de « provoquer l'extermination, provoquer la famine comme méthode de guerre, y compris le refus de l'aide humanitaire, cibler délibérément les civils dans les conflits », notamment en raison des bombardements israéliens sur la bande de Gaza.
Le 21 novembre, la CPI accède à la requête de Karim Khan et émet des mandats d'arrêt internationaux pour crimes de guerre et crimes contre l'humanité à l'encontre de Yoav Gallant, Benyamin Netanyahou, ainsi que contre Mohammed Deïf, chef militaire du Hamas.